# Nancy Astor

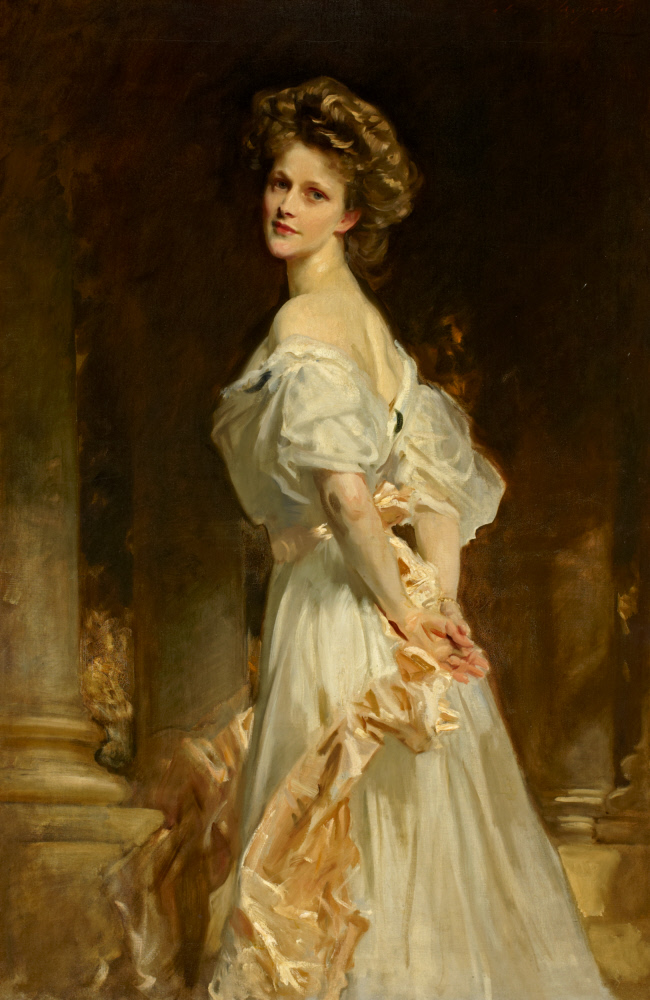
Lady Astor, obraz Johna Singera Sargenta, 1909

Nancy Astor (ur. 19 maja 1879 w Danville w stanie Wirginia, zm. 2 maja 1964 w Londynie) – pierwsza kobieta, która zasiadła w Izbie Gmin brytyjskiego parlamentu.

## Życiorys
Urodziła się w Ameryce. Przyjechała do Wielkiej Brytanii jako młoda kobieta po rozwodzie z pierwszym mężem. Powtórnie wyszła za mąż za bogatego polityka i magnata prasowego Williama Waldorfa Astora.
W 1919 została pierwszą kobietą, która zasiadła w Izbie Gmin, brytyjskiego parlamentu, chociaż pierwszą wybraną była Constance Markiewicz, która jednak jako irlandzka nacjonalistka odmówiła złożenia przysięgi poselskiej.
Lady Astor zasiadała w Izbie parlamentu przez 25 lat. Była osobą, która otwarcie zabierała głos w sprawach społecznych. W swojej działalności koncentrowała się na problemach dotyczących spraw kobiet i rodziny. Ponadto była wielką przeciwniczką alkoholu. Wierzyła, że „demon” alkoholu jest źródłem wszelkiego zła. Mówiła o tym w swoim pierwszym parlamentarnym wystąpieniu w Izbie Gmin. W roku 1923 zgłosiła projekt ustawy, który miał na celu podwyższenie do 18 roku życia granicy wieku, od której można byłoby kupować alkohol.
Lady Astor zabierała również głos w sprawach polityki międzynarodowej. W okresie międzywojennym popierała wraz z mężem premiera Wielkiej Brytanii Neville’a Chamberlaina zwolennika pokoju za wszelką cenę z hitlerowskimi Niemcami. Jednak 3 września 1939, po wypowiedzeniu Niemcom wojny przez Wielką Brytanie, stała się zagorzałym krytykiem rządu Chamberlaina i jego bezwolnej postawy wobec Niemiec. Głosowała przeciwko rządowi, co utorowało drogę do władzy Winstonowi Churchillowi.
W pierwszych powojennych wyborach w roku 1945 Lady Astor nie kandydowała. Dwa ostatnie dziesięciolecia swojego życia spędziła z dala od polityki.
Pojawia się w dramacie Ronalda Harwooda Herbatka u Stalina. W polskich inscenizacjach grały ją Joanna Szczepkowska i Magdalena Zawadzka.